# José Malhoa
José Vital Branco Malhoa (n. 28 aprilie 1855, Caldas da Rainha, Estremadura⁠(d), Portugalia – d. 26 octombrie 1933, Figueiró dos Vinhos⁠(d), Região de Leiria⁠(d), Portugalia), cunoscut drept José Malhoa a fost un pictor portughez.
Malhoa a fost, alături de Columbano Bordalo Pinheiro, numele principal în pictura naturalistă portugheză, în a doua jumătate a secolului al XIX-lea. El a pictat deseori scene și subiecte populare, precum cele două cele mai cunoscute tablouri ale sale, Bețivii (1907) și Fado (1910). El a rămas întotdeauna fidel stilului naturalist, dar în unele dintre lucrările sale, există influențe impresioniste, ca în Toamna (1918), care poate fi considerat ca un „exercițiu impresionist”.
El a văzut, la sfârșitul vieții sale, inaugurarea Muzeului José Malhoa, din Caldas da Rainha.
Casa lui Malhoa, cunoscută și sub numele de Casa-muzeu Dr. Anastácio-Gonçalves, din Lisabona, a fost construită inițial în 1905 ca reședință și studio pentru artist. A fost cumpărată de dr. Anastácio-Gonçalves, colecționar de artă, cu un an înainte de moartea pictorului și a devenit muzeu în 1980, prezentând mai multe obiecte din colecția sa, și anume lucrări ale pictorilor portughezi din secolele al XIX-lea și al XX-lea.